# Talking in Your Sleep
Talking in Your Sleep ist ein Lied der Romantics aus dem Jahr 1983, das von der Band und dem Produzenten des Liedes Peter Solley geschrieben wurde. Es erschien auf dem Album In Heat.

## Geschichte
Im Text des Liedes macht der Protagonist, gesungen aus der Perspektive des Lyrischen Ichs, seiner Geliebten weis, dass sie im Schlaf spricht und dabei ihre Geheimnisse ausplaudert. Komponiert ist das Lied im natürlichen Moll.
Die Veröffentlichung erfolgte im September 1983. In Kanada wurde der New-Wave-Song ein Nummer-eins-Hit. In der Episode Fahrerflucht aus Knight Rider und dem Videospiel Saints Row IV fand das Lied Verwendung.
Im Musikvideo spielen The Romantics das Lied umgeben von Frauen, die Pyjamas und teilweise Unterwäsche tragen.

## Coverversionen
- 1984: Bucks Fizz
- 1996: Kris Kross (Da Streets Ain’t Right)
- 1999: Prezioso feat. Marvin (Tell Me Why)
- 2009: Snoop Dogg feat. Kokane (Secrets)
- 2012: The Civil Wars
- 2018: The Weeknd (secrets)
- 2024: Firewind